# Megamelanus graminicola
Megamelanus graminicola är en insektsart som beskrevs av Frederick Arthur Godfrey Muir 1928. Megamelanus graminicola ingår i släktet Megamelanus och familjen sporrstritar. Inga underarter finns listade i Catalogue of Life.